# Острво Лупа (Мађарска)
Острво Лупа (мађ. Lupa-sziget) је острво на Дунаву у Мађарској. Налази се западно од много већег острва Сзентендре и 14 km северно од Будимпеште. Острво је део града Калаз, у округу Сзентендре, у Пешти.
Острво је насељено, а на њему се налази већи број кућа. До њега се може доћи само бродом.